# Hermione Asachi
Hermione Asachi (conocida con otros nombres como Ermiona Asachi o, tras su segundo matrimonio, Ermione/Hermione Quinet o Mme Edgar Quinet) nació el 16 de diciembre de 1821 (Iași, Moldavia) y murió el 9 de diciembre de 1900 (Paris, Francia). Fue traductora de textos en francés y en italiano, principalmente del rumano y escritora de novelas de viajes.

## Biografía
Hermione Asachi es la hija del escritor moldavo Gheorghe Asachi y de la música y compositora austriaca Elena Asachi. Hermione era una apasionada de la literatura y de la historia. Aprovechó la capacidad que tenía su padre de hablar una docena de lenguas y el hecho de que su madre fuera una reconocida intérprete musical para nutrirse de una gran cultura.
Cuando tenía 18 años (1839), ya había llevado a cabo su primera traducción del francés: la novela de Émile Deschamps René Paul/Paul René. Dicha traducción fue publicada en Almanahul literar, y más tarde reconocida por Mihai Eminescu. Durante este mismo año, se publicó también una traducción suya de la obra Rut, de Karoline Pichler.
En 1840, publicó un volumen de historias bíblicas titulado Istoria sfântă pentru tinerimea moldo-română.
Por otro lado, tradujo, en este caso del italiano al rumano, un texto de Silvio Pellico, I doveri degli uomini en 1843. Esta traducción fue publicada en la revista rumana Albina Românească.
Después del fracaso de su matrimonio con el príncipe Alexandru D. Moruzi , se quedó desde muy joven sola con un niño, George, nacido el 1 de enero de 1839, Hermiona se traslada a Paris para terminar sus estudios (1841-1845), siguiendo los deseos de su padre para que ella tuviera una buena preparación espiritual. En 1845, entra en el círculo de intelectuales revolucionarios franceses de París.
Se casó en 1853 con el historiador Edgar Quinet, y fue a partir de este momento cuando se dedicó a editar los trabajos de su marido, así como las cartas escritas por su padre en francés. Tras el decreto del 9 de enero de 1852, después de la proclamación de Napoleón III como emperador de Francia, el matrimonio fue obligado a soportar el exilio durante 19 años, hasta la caída del Segundo imperio, el 4 de septiembre de 1870, cuando el emperador fue derrocado y pudieron volver a Paris. Los días alejados de la patria quedan registrados en Mémoires d’Exil, escrito por Hermione y publicado en 1868 por la Librería internacional de Paris.
En 1898 se publicó De Paris à Edimbourg, una novela de viajes escrita en francés por Hermione Asachi. Esta novela recoge impresiones sobre la educación nacional de Escocia que la escritora desarrolló a lo largo de un rápido viaje por este país. En 1896 escribió La France Idéale.
Intercambió correspondencia con algunos de los grandes intelectuales franceses, entre los que destacan Victor Hugo, Jules Michelet y Louis Blanc.

## Obras
- Dei doveri degli uomini, Rumanía, 1843
- Cinquante ans d'amitié, Paris, A. Colin, 1900
- Corespondență cu C.A. Rosetti, Rumanía, 1866
- De Paris à Edimbourg, París, C. Lévy, 1898
- La France idéale, Paris, Calman Lévy, 1896
- Mémoires d'exil, Paris, Lacroix, 1868
- René-Paul/Paul-René, Rumanía, 1839
- Rut, Rumanía, 1839[8]